# Linda Park
Linda Park (nascuda el 9 de juliol de 1978) és un actriu estatunidenca nascuda a Corea del Sud. És coneguda principalment pel seu paper de l'oficial de comunicacions Hoshi Sato en la sèrie de televisió Star Trek: Enterprise i pel paper de Maggie Cheon a la sèrie dramàtica Crash (2008–10).
Va néixer a Corea del Sud i va créixer a San José (Califòrnia). Va participar en diverses produccions teatrals durant la seva adolescència al Notre Dame High School i al Bellarmine College Preparatory, estudiant finalment la llicenciatura en art a la Universitat de Boston. Durant la seva carrera universitària, va passar un semestre a Anglaterra, estudiant a la London Academy of Music and Dramatic Art i a la Royal Academy of Dramatic Art. Durant la seva etapa universitària va participar en les obres Mad forest, Lysistrata, Cyrano de Bergerac, Ricard III i Les Dones Troianes.